# 紫铆因
紫铆因（英語：Butein）是一种查耳酮类化合物，存在于一些漆树属（Toxicodendron）、大丽花属（Dahlia）、紫矿属（Butea）和金鸡菊属（Coreopsis）的植物物种中。紫铆因具有抗氧化剂, 醛糖还原酶和糖化終產物抑制效应。紫铆因同时也是Sirtuin激活剂，Sirtuin 又名“长寿蛋白”，是一种NAD+依赖性的去乙酰酶。紫铆因也能抑制人芳香化酶活性，从而减少雌二醇等雌激素的生成，可用于治疗雌激素受体阳性的乳腺癌。